# بحيرة أونتاريو
بحيرة أونتاريو (بالإنجليزية: Lake Ontario)‏ أصغر البحيرات العظمى الخمس في أمريكا الشمالية أكثرها اتجاهًا نحو الشرق وتشكل همزة وصل في منظومة سانت لورنس البحرية وبالرغم من أنها مفتوحة للسفن طوال السنة إلا أن معدل مرور السفن فيها أقل مما في البحيرات الأخرى وترتفع البحيرة عن مستوى سطح البحر 75 متر ويعني عمق مياه البحيرة الكبير وانخفاض مستوى سطحها أن ثلثي مياهها يقع دون مستوى سطح البحر ولا تلمسها الرياح والتيارات السطحية ولا تتجمد مياه البحيرة في الشتاء عدا منطقة الساحل حيث يكون الماء ضحلًا وعمق البحيرة يجعل مياهها على السطح أبرد من الهواء فوقها كما أنها أدفئ في الشتاء لذا للبحيرة تأثير معتدل على المناخ في المنطقة ولا ترتفع درجة الحرارة نهارا عند منفذ البحيرة في الجزء الشرقي ودرجات الحرارة على الساحل الجنوبي أكثر اعتدالا حيث تنمو أشجار الفواكه في أرجاء المنطقة الواقعة على جانبي حدود الولايات المتحدة مع كندا ومن المدن الواقعة عليها مدينة تورونتو في كندا. يبدأ منها نهر سان لوران مسيره نحو الشرق قرب مدينة كينغستون و تصب مياه البحيرة في المحيط الأطلسي خلال نهر سانت لورنس و يربط نهر تياجارا و قناة ويلاند بحيرة أونتاريو ببحيرة آيري الواقعة في الجانب الغربي وترتبط البحيرة بنهر هدسون وبمدينة نيويورك بواسطة قناة إيري و نهر جينيسي و أوسيجو و ترينت و همبر وتطل على البحيرة عدة موانئ هامة منها روشتر وكويورج و تورنتو وهاملتون و كنجستون.

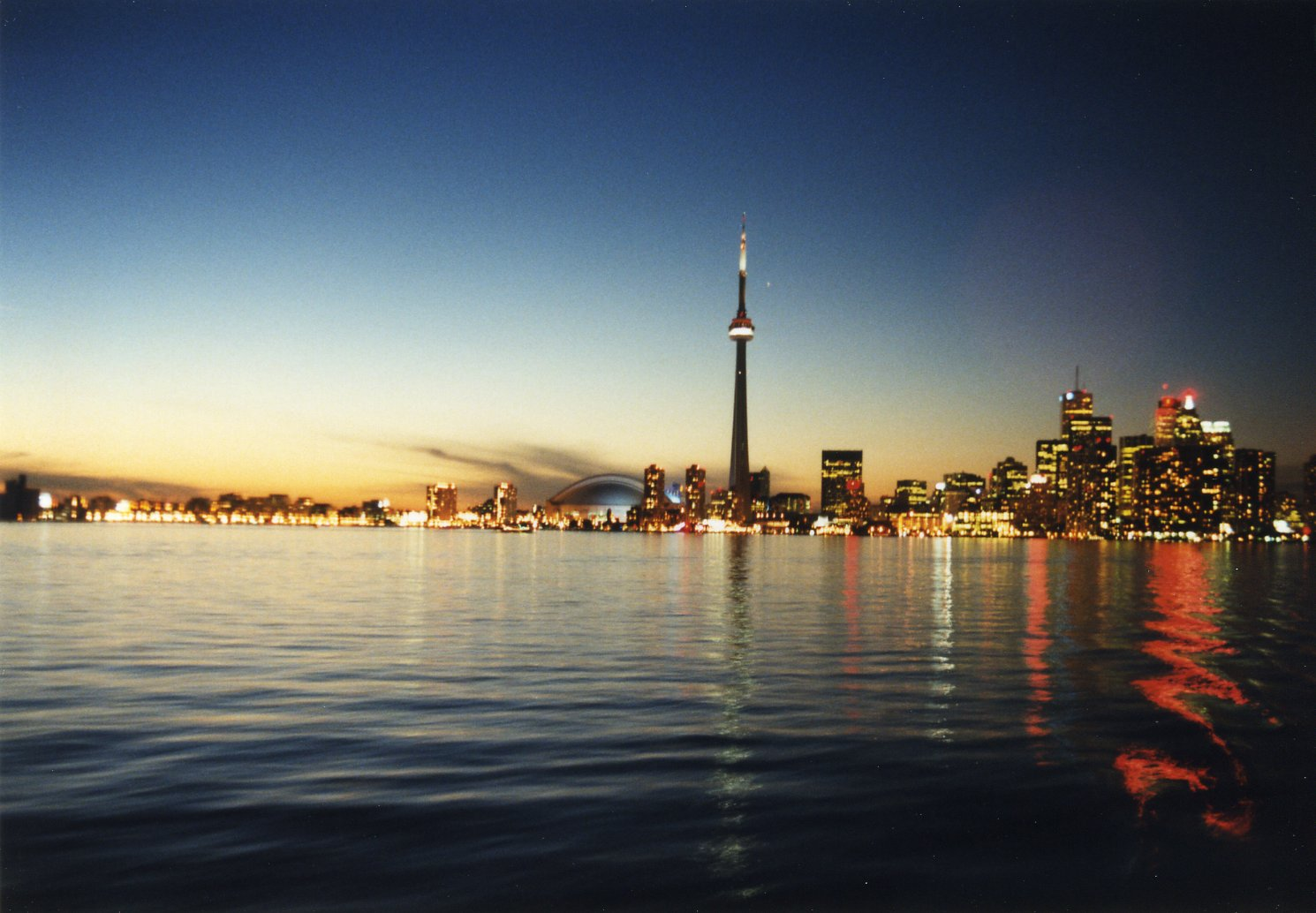
بحيرة اونتاريو

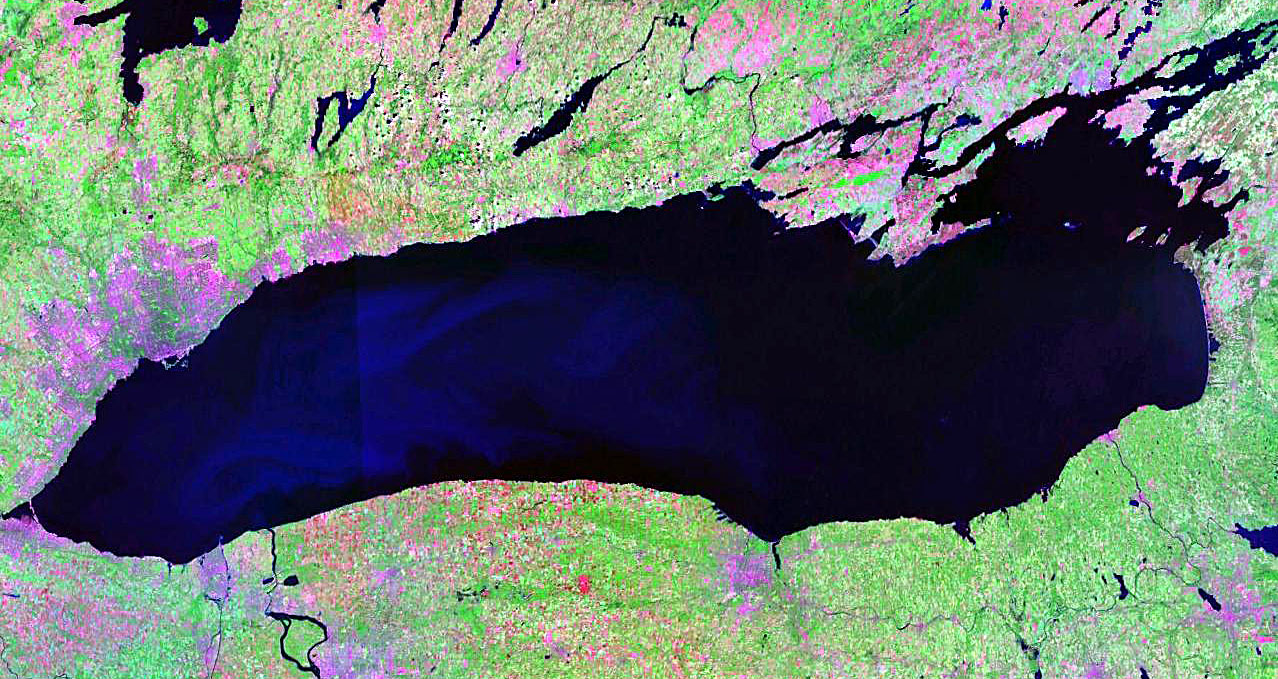
بحيرة أونتاريو

## أعلام
- وليم غاي كار

## اقرأ أيضا
- شلالات بان جيوك ديتيان